# Nkwenjang
Nkwenjang est un village du Cameroun situé dans l’arrondissement de Bamenda IIIe, dans le département de Mezam et dans la Région du Nord-Ouest.

## Population
Lors du recensement de 2005, on a dénombré 139 habitants dont 72 hommes et 67 femmes.